# Bátorová
Bátorová este o comună slovacă, aflată în districtul Veľký Krtíš din regiunea Banská Bystrica. Localitatea se află la altitudinea de 159 m deasupra n.m., se întinde pe o suprafață de 5,94 km2 și în 2017 număra 379 de locuitori.

## Istoric
Localitatea Bátorová este atestată documentar din 1277.

## Demografie
| An:                | 1994 | 2004    | 2014   | 2024    |
| ------------------ | ---- | ------- | ------ | ------- |
| Număr de persoane: | 413  | 371     | 383    | 328     |
| Diferență:         |      | −10,16% | +3,23% | −14,36% |

| An:                | 2023 | 2024   |
| ------------------ | ---- | ------ |
| Număr de persoane: | 335  | 328    |
| Diferență:         |      | −2,08% |